# Conus naranjus
Conus naranjus is een in zee levende slakkensoort uit het geslacht Conus. De slak behoort tot de familie Conidae. Conus naranjus werd in 1975 beschreven door Trovão. Net zoals alle soorten binnen het geslacht Conus zijn deze slakken roofzuchtig en giftig. Zij bezitten een harpoenachtige structuur waarmee ze hun prooi kunnen steken en verlammen.